# محمد فروغی
محمد فروغی (زاده ۱۳۳۱ مسجدسلیمان) سیاست‌مدار ایرانی است، که در دوره اول مجلس شورای اسلامی به‌عنوان نماینده حوزهٔ انتخابیهٔ مسجدسلیمان، لالی، هفتکل و اندیکا در استان خوزستان حضور داشت.